# Kurt Schuschnigg
Kurt Alois Josef Johann Schuschnigg (født 14. december 1897, død 18. november 1977) var en østrigsk politiker, som efterfulgte den dræbte Engelbert Dollfuß som kansler. Han blev arresteret af tyske nazister efter Anschluss i 1938 og sad til 1945 interneret i flere koncentrationslejre. 1948 – 1968 opholdt han sig i USA, hvor han fik amerikansk statsborgerskab og blev professor i statsret på universitetet i St. Louis.

## Baggrund
Schuschnigg kom fra en gammel østrigsk officerfamilie, som 2. april 1898 blev adlet med titlen edler og adelsprædikatet von. Familiens hjemsted er i Radsberg ved Klagenfurt. Familien kom oprindelig fra det slovenske-Kärnten, og familienavnet på slovensk var Šušnik). Faderen var general Artur von Schuschnigg.
Under 1. verdenskrig sad Schuschnigg i italiensk krigsfangenskab til 1919. Han studerede derefter ved Universität Innsbruck og praktiserede fra 1924 som advokat i Innsbruck.

## Politisk virke
Han tilhørte Christlichsoziale Partei og blev allerede i 1927 valgt ind i den østrigske nationalforsamling som yngste medlem. I 1932 blev han først justitsminister og derefter undervisningsminister i Engelbert Dollfuss' regering.
Han blev Østrigs forbundskansler i juli 1934 efter drabet på Dollfuss og videreførte dennes austrofascistiske, autoritære politik. Det var en krævende tid med vanskelig økonomi og Saint-Germain-traktaten begrænsede de østrigske militære styrker til 30.000 mand, mens en række væbnede paramilitære, politiske styrker med deres egen dagsorden var aktive. Der var stor politisk uro, hvor blandt andre de østrigske nationalsocialister i partiet DNSAP under ledelse af Arthur Seyss-Inquart arbejdede for en forening med Tyskland.
I 1938 blev det afsløret, at DNSAP planlagde et kup i Østrig. Schuschnigg tog det op med Adolf Hitler under et møde i Berchtesgaden. Hitler benyttede anledningen til at presse Østrig til at opfylde en række tyske krav, bl.a. at Seyss-Inquart skulle med i den østrigske regering, og at alle fængslede nationalsocialister skulle løslades. Den tyske hær holdt samtidig militærøvelse ved grænsen for at lægge pres på Schuschnigg.
Schuschnigg gik ind på Hitlers krav. Seyss-Inquart blev indenrigsminister og styrede på kommando fra Berlin. Schuschnigg så snart, at situationen var uholdbar og ønskede at holde folkeafstemning den 13. marts, om Østrig fortsat skulle være en uafhængig stat.
Hitler krævede straks, at folkeafstemningen skulle udsættes, da det var usikkert, hvad udfaldet ville blive. Han krævede derimod, at den østrigske præsident, Wilhelm Miklas, skulle afskedige Schuschnigg og udnævne Seyss-Inquart til kansler. Miklas nægtede at godtage Seys-Inquart, men gik med til de andre krav.
Hitler svarede den 12. marts ved at sende Wehrmacht ind i Østrig. Præsident Miklas gav den østrigske hær ordre til ikke at gøre modstand, og landet var snart under kontrol af tyske besættelsestropper, hvilket førte til Anschluss.
Schuschnigg havde hele tiden arbejdet for at forhindre en indlemmelse af Østrig i Tyskland og blev arresteret efter Tysklands invasion. Han sad fængslet i total isolation i Reichssicherheitshauptamts hovedkontor i Berlin og i koncentrationslejrene Dachau, Flossenbürg og Sachsenhausen, til han blev løsladt af de fremrykkende amerikanske styrker den 5. maj 1945.

## Efter 2. verdenskrig
Han emigrerede til USA efter krigen og blev amerikansk statsborger. Han arbejdede som professor i statsvidenskab ved Saint Louis University, til han blev pensioneret i 1967. Året efter vendte han tilbage til Østrig dog uden at engagere sig i politisk arbejde. Han døde i 1977 i Innsbruck.